# Gustav Winckler
Gustav Frands Wilzeck Winckler  (n. 13 octombrie 1925, Copenhaga, Danemarca – d. 20 ianuarie 1979, Viborg, Regiunea Midtjylland, Danemarca) a fost un compozitor și cântăreț danez.